# 卡尔·特奥多尔·安东·马里亚·冯·达尔贝格
卡爾·特奧多爾·安東·馬里亞·馮·達爾貝格（德語：Karl Theodor Anton Maria von Dalberg，1744年2月8日—1817年2月10日）是雷根斯堡的采邑主教、神聖羅馬帝國的大主教和選侯、康斯坦茨和沃爾姆斯的主教、萊茵聯邦的采邑教長和法蘭克福大公。